# Koji Noda
Koji Noda (野田 紘史 Noda Koji?), född 17 augusti 1986 i Fukuoka prefektur, är en japansk fotbollsspelare.
Noda började sin karriär 2009 i Urawa Reds. 2009 blev han utlånad till Fagiano Okayama. Han gick tillbaka till Urawa Reds 2011. 2014 flyttade han till V-Varen Nagasaki. Efter V-Varen Nagasaki spelade han för Ventforet Kofu och Zweigen Kanazawa.